# Live Devotion
『Live Devotion』（ライブ・デヴォーション）は、奥井雅美のライブ映像作品である。2002年6月5日にキングレコードからDVDが発売・販売された。

## 概要
- 内容は2001年10月14日に行われた『masami okui concert tour 2001-DEVOTION-』の東京公演の模様（映像特典のみ『okui, masami Birth Live '02 「THE LIVEHOUSE TOUR」』の最終公演の模様）を収録している。
- 事務所を独立し、セルフプロデュースを開始した直後のライブツアーの模様を収めた作品であり、発売元もキングレコードになっている。
- バックミュージシャンが一新され、バンド名も新たにbe-showとなった。（由来は「美少年」から）
- 実際に演奏された曲のうち、「戦場のマドンナ」、「輪舞-revolution」、「Secret 〜誰かのメッセージ〜」、「I'd love you to touch me」、「IN THIS ARM」、「Key」がカットされている。

## 演奏会場
- 中野サンプラザ （2001年10月14日）
- SHIBUYA-AX （2002年3月13日） （「1 2 3」のみ）

## 収録内容
1. 空にかける橋
2. 朱-AKA-
3. 蝶
4. 少年
5. lotus
6. 情熱
7. あの日の午後
8. トレイン
9. Shuffle
10. kiss in the dark
11. そうだ、ぜったい。
12. DEPORTATION〜but, never too late〜
13. DEVOTION
14. さよなら

映像特典
1. 1 2 3

## 参加ミュージシャン
be-show
- ドラム：大沢一彦
- ベース：工藤緑矢
- ギター：MONTA
- ギター：加納望
- キーボード：前田雄吾

- ダンサー：山城陽子
- ダンサー：稲垣亜矢